# Dollnstein

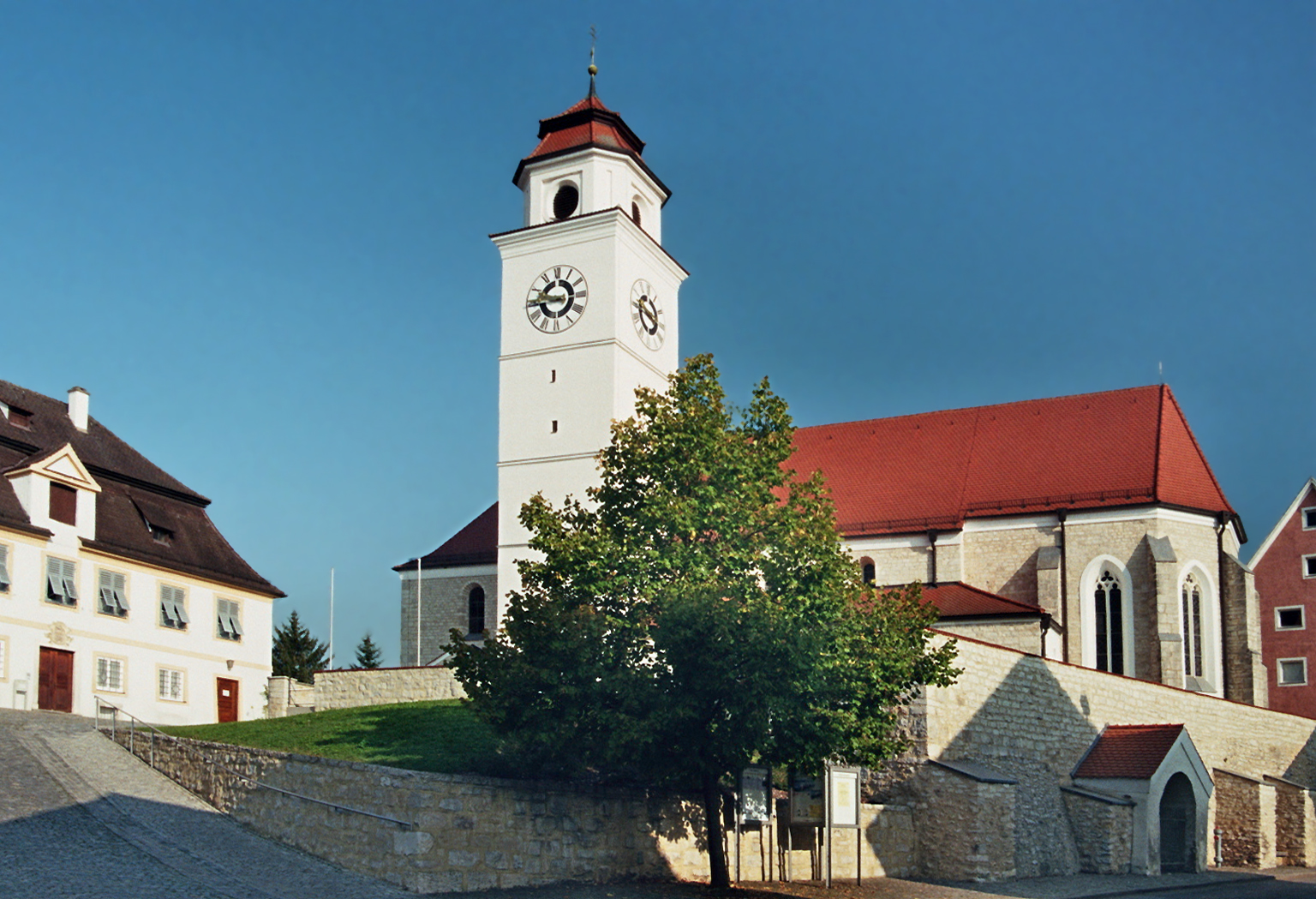
Dollnstein

Dollnstein este o comună din districtul Eichstätt, regiunea administrativă Bavaria Superioară, landul Bavaria, Germania.